# شینویجو
شینویجو (به کره‌ای: 신의주시) یک شهر در کره شمالی است که در استان پیونگان شمالی واقع شده‌است.

## خصوصیات
شینویجو ۱۸۰ کیلومترمربع مساحت و ۳۵۲٬۰۰۰ نفر جمعیت دارد.